# ویلیام ناکس دارسی
ویلیام ناکس دارسی (به انگلیسی: William Knox D'Arcy) (زاده ۱۱ اکتبر ۱۸۴۹ - درگذشته ۱ مه ۱۹۱۷) کارآفرین، بازرگان و صنعت‌گر بریتانیایی بود، که یکی از بنیانگذاران اصلی صنعت نفت و صنایع پتروشیمی در ایران بشمار می‌آید.

## دوران کودکی و جوانی
ویلیام فرزند یک وکیل بریتانیایی بود که در شهر نیوتون آبوت بریتانیا زاده شد. وی در مدرسه وست مینستر شروع به تحصیل کرد، تا اینکه در سال ۱۸۶۶ خانواده دارسی به استرالیا مهاجرت نمودند و در شهر راک هامپتون، کوئینزلند اقامت گزیدند. دارسی جوان تحصیلات خود را در این شهر ادامه داد و وارد دانشکده حقوق شد و تصمیم گرفت راه پدرش را ادامه دهد و وکیل شود؛ بنابراین پس از پایان تحصیلات در دانشکده حقوق، وارد کسب و کار پدرش شد. در همین روزها بود که دارسی تحقیقاتش را در زمینه زمین‌شناسی آغاز کرد.
وی در شهر راک هامپتون با النا بیرکبک آشنا شد. دارسی در تاریخ ۲۳ اکتبر ۱۸۷۲ در کلیسای کاتولیک شهر سیدنی با النا ازدواج کرد. النا تنها دختر ساموئل بیرک‌بک بود، که در سال ۱۸۴۰ در مکزیک به دنیا آمد. ساموئل مهندس معدن بود، که در ایلی‌نوی ایالات متحده فعالیت می‌کرد. وی عضو یک خانواده اصیل بریتانیایی بود و زمانی که در کشور مکزیک در یک معدن نقره کار می‌کرد، با همسر خود آشنا شد.

## معدن در استرالیا و نیوزیلند
در سال ۱۸۸۲ دارسی همراه والتر راشل هال و توماس اسکارات هال وارد یک سندیکای مشارکتی با حضور توماس، فردریک و ادوین مورگان شد، که این سندیکا به تأسیس یک معدن سنگ آهن انجامید. این معدن در کوهی واقع در ۳۹ کیلومتری جنوب راک هامپتون قرار داشت، که بعدها به نام کوه مورگان معروف شد.
در اکتبر سال ۱۸۸۶ سندیکا در معدن کوه مورگان طلا کشف کرد. در آن زمان دارسی بزرگترین سهامدار شرکت بود و تعداد ۱۲۵٫۰۰۰ سهم آن به او تعلق داشت، همچنین ۲۳۳٫۰۰۰ سهم دیگر نیز به صورت اعتباری در اختیار وی بود. در حالی که ارزش هر سهم این شرکت به قیمت ۱۷ پوند استرلینگ رسیده بود، دارسی کل سهام خود را به قیمت ۶ میلیون پوند فروخت (معادل ۴۹۶٫۰۰۰٫۰۰۰ پوند امروز!). کمپانی همچنان به کار خود ادامه داد و موفق شد یک معدن طلا دیگر را در ماتاکانوی، واقع در بخش مرکزی هتاگو کشور نیوزلند، از طریق یکی از شرکت‌های تابعه کمپانی مورگان، خریداری کند.

## اکتشاف نفت در ایران
در سال ۱۸۸۹ دارسی با ثروت قابل توجهی همراه خانواده‌اش به انگلستان نقل مکان کرد. وی در نزدیکی میدان گروسونور کاخ مجللی به نام استانمور را خریداری کرد. در سال ۱۸۹۷ همسرش النا فوت کرد. او مجدداً در سال ۱۸۹۹ با نینا بوسیکو، بازیگر ایرلندی ازدواج کرد. در سال ۱۹۰۰ توافقنامه‌ای با هنری دراموند ولف، آنتوان کتابچی خان و کوت برای اکتشاف نفت در ایران امضا کرد. مذاکره آنها با مظفرالدین شاه قاجار در سال ۱۹۰۱ شروع شد. در ابتدا مبلغ ۲۰٫۰۰۰ پوند برای اکتشاف، در یک میلیون و دویست هزار کیلومتر مربع، پیشنهاد شد، که در صورت کشف نفت، این امتیاز برای مدت شصت سال از شاه قاجار گرفته شود. در مقابل، دولت ایران، ۱۶٪ درصد از سود سالانه این شرکت را به خود اختصاص داد. البته دولت بریتانیا تا سال‌ها پس از اتمام قرارداد سندیکای دارسی، از ذخائر عظیم نفت ایران برداشت کرد و سودی بسیار بیش از آنچه دارسی به دست آورد به دولت بریتانیا تعلق یافت.
تیم حفاری تحت نام جورج رینولدز به ایران فرستاده شد و بلافاصله شروع به جستجو و اکتشاف نمودند. تا سال ۱۹۰۳ ویلیام دارسی در حدود ۵۰۰ هزار پوند هزینه کرده بود، کار حفاری و اکتشاف، بدون نتیجه متوقف گردید. سپس دارسی مجبور شد، برای به دست آوردن ۱۰۰ هزار پوند دیگر، شرکت نفت برمه را در سهام سندیکا شریک نماید. با شروع مجدد کار حفاری در مناطق جنوب ایران و در منطقه شاردین ادامه یافت. در سال ۱۹۰۷ همزمان نقطه دوم انتخاب گردید و حفاری در منطقه‌ای به نام میدان نفتون در شهر مسجدسلیمان آغاز شد. در سال ۱۹۰۸ در نقطه‌ای دیگر در شهر مسجدسلیمان نیز شروع به حفاری کردند. حفاری‌ها در ماه آوریل بدون هیچ موفقیتی ادامه داشت و سرمایه نهایی در حال اتمام بود و دارسی نیز کاملاً ورشکست شده بود. اما در تاریخ ۲۶ مه ۱۹۰۸ و در عمق ۳۶۰ متری از زمین میدان نفتون، در مسجدسلیمان، مته حفاری آخرین لایه را شکافت و نفت با فشار بسیار زیاد از زمین فوران کرد. در آوریل ۱۹۰۹ ویلیام دارسی مدیرعامل شرکت تازه تأسیسی به نام شرکت نفت ایران و انگلیس گردید. این شرکت بعدها به بریتیش پترولیوم و سرانجام به بی‌پی تغییر نام پیدا کرد.

## زندگی آینده
بعدها دارسی به انگلستان بازگشت و در کاخ شخصی خود، استانمور هال واقع در میدلسکس اقامت گزید. او شراکت خود را با ویلیام موریس و ادوارد برن جونز ادامه داد و فروشگاه بزرگی از پرده‌های نقش دار را راه‌اندازی کرد. وی همچنین مالک نقاشی‌های فرانک دیکسی و فودریک گودال بود. دارسی در تاریخ ۱ مه سال ۱۹۱۷ چشم از جهان فروبست.